# الانتخابات الفيدرالية الألمانية 2009
أُجريت انتخابات الفيدرالية في ألمانيا في 27 سبتمبر 2009 لانتخاب أعضاء البوندستاغ السابع عشر.
فاز حزب الاتحاد الديمقراطي المسيحي (CDU) وشقيقه البافاري الاتحاد الاجتماعي المسيحي (CSU) والحزب الديمقراطي الحر (FDP) بالانتخابات، وشكلت الأحزاب الثلاثة حكومة يمين وسط جديدة بقيادة أنغيلا ميركل كمستشارة. ورغم أن حصة ائتلاف CDU/CSU من الأصوات انخفضت بشكل طفيف، فقد تم تعويض هذا الانخفاض إلى حد كبير بالمكاسب التي حققها "شريك الائتلاف المرغوب به"، الحزب الديمقراطي الحر الليبرالي، الذي حقق أقوى نتيجة في تاريخه.
اعترف شريك الحزب الديمقراطي المسيحي والاتحاد المسيحي الاجتماعي السابق في "الائتلاف الكبير الحزب الديمقراطي الاجتماعي (SPD) بقيادة فرانك-فالتر شتاينماير، بالهزيمة وذلك بعد انخفاض حصته بأكثر من 11 نقطة مئوية، محققًا أسوأ نتيجة له منذ نهاية الحرب العالمية الثانية (لم يحقق الحزب نتيجة أسوأ من ذلك إلا في انتخابات العام 2017).
بلغت نسبة المشاركة في التصويت 69.8%، وهي أدنى نسبة مشاركة في تاريخ الانتخابات الفيدرالية الألمانية منذ عام 1949.